# Lucy Ogechukwu Ejike
Lucy Ogechukwu Ejike, kurz Lucy Ejike, (geboren am 16. Oktober 1977 in Enugu, Nigeria) ist eine nigerianische paralympische Powerlifterin. Sie repräsentierte ihr Land bei den Wettbewerben im Bankdrücken bei fünf aufeinanderfolgenden Paralympics von den Sommer-Paralympics 2000 in Sydney bis zu den Sommer-Paralympics 2016 in Rio de Janeiro. Dabei gewann sie auf allen Wettbewerben Medaillen, insgesamt drei Gold- und zwei Silbermedaillen.

## Leben und sportliche Karriere
Lucy Ogechukwu Ejike wurde 1977 in Nigeria geboren. Aufgrund der Folgen einer Kinderlähmung, an der sie im Alter von einem Jahr erkrankte, nutzt sie einen Rollstuhl. Sie studierte an der University of Nigeria und ist Mutter zweier Kinder.
Erst kurz vor den Sommer-Paralympics 2000 in Sydney begann Ejike ihre sportliche Karriere und startete mit ihrem Training als Powerlifterin. Dort trat sie in der 44-kg-Gewichtsklasse an und gewann die Silbermedaille mit einem gehobenen Gewicht von 102,5 Kilogramm hinter der Ägypterin Fatma Omar. Bei den Sommer-Paralympics 2004 in Athen, vier Jahre später, trat sie erneut in der gleichen Gewichtsklasse an und gewann die Goldmedaille, wobei sie mit einem Hebegewicht von 127,5 Kilogramm den gültigen paralympischen Weltrekord ihrer Klasse gleich zwei Mal brach.
Bei den Sommer-Paralympics 2008 in Peking erhöhte Ejike ihre Gewichtsklasse um eine Stufe auf die 48-kg-Klasse und brach den gültigen Weltrekord mit einem Hebegewicht von 125 Kilogramm und steigerte das Gewicht bei ihrem zweiten Versuch auf 130 Kilogramm, die sie ebenfalls hob und damit die Goldmedaille gewann. Bei dem Versuch, das Gewicht weiter auf 137 Kilogramm zu steigern, scheiterte sie allerdings.
Nach ihrem Erfolg in Peking arbeitete Ejike daran, ihre Gewichtsklasse weiter zu steigern und einen weiteren Rekord in einer dritten Klasse zu erreichen. Dadurch traf sie bei ihren dritten Paralympischen Spielen, den Sommer-Paralympics 2012 in London, erneut auf ihre Rivalin und aktuellen Rekordhalterin der 56-kg-Klasse Fatma Omar. In der ersten Runde konnte Ejike die Ägypterin mit einem Hebegewicht von 135 Kilogramm schlagen, konnte dies jedoch in der Folge nicht mehr erhöhen und unterlag Omar, die ihren Rekord auf ein finales Hebegewicht von 142 Kilogramm verbesserte. Omar gewann die Gold- und Ejike die Silbermedaille mit einem Abstand von 17 Kilogramm über der Bronzemedaillengewinnerin Özlem Becerikli aus der Türkei.
Vier Jahre später trafen Ejike und Omar erneut bei den Paralympischen Spielen, diesmal bei den Sommer-Paralympics 2016 in Rio de Janeiro, aufeinander. Hier trat sie auch als Flaggenträgerin für ihr Heimatland bei der Eröffnung auf. Das Internationale Paralympische Komitee (IPC) hatte nach den Spielen in London die Gewichtsklassen sowohl bei den Männern wie auch bei den Frauen geändert, sodass beide in der 61-kg-Klasse antraten. Im Jahr vorher hatte die Mexikanerin Amalia Perez einen gültigen Weltrekord für die Klasse mit einem Hebegewicht von 133 Kilogramm gestemmt. Ejike schaffte bereits bei ihrem ersten Versuch ein Hebegewicht von 135 Kilogramm. Omar schaffte die 133 Kilogramm in ihrem Versuch nicht, stemmte diese jedoch bei ihrem zweiten Versuch. Ejike verbesserte sich allerdings im zweiten Versuch auf 138 Kilogramm und erreichte ihren zweiten Weltrekord am gleichen Tag. Omar beantwortete dies mit einem Hebegewicht von 140 Kilogramm im dritten Versuch, Ejike erhöhte jedoch weiter auf 142 Kilogramm und gewann die Goldmedaille mit ihrem dritten Weltrekord in Folge.

## Belege
1. 1 2  
Lucy Ejike in der Datenbank des Internationalen Paralympisches Komitees (IPC) (englisch)
2. 1 2 3 4 5  
Xiaohuo Cui:  For Ejike, records are to break In: China Daily, 11. September 2008. Abgerufen am 8. Januar 2009 (englisch).
3. 1 2  
Nigeria aiming high at Fazaa Powerlifting Championships. In: paralympic.org. 21. Februar 2013, abgerufen am 29. Oktober 2016 (englisch).
4. ↑  
Samuel Stevens: Lucy Ejike Smashes World Record Three Times to Win Gold Medal for Nigeris. In: independent.co.uk. 12. September 2016, abgerufen am 29. Oktober 2016 (englisch).
5. 1 2 3  
Results - Women's -61 kg Group A. In: International Paralympic Committee. 11. September 2016, abgerufen am 7. Februar 2020 (englisch).